# San Francisco Deltas
I San Francisco Deltas, anche noti semplicemente come SF Deltas, sono stati una società calcistica statunitense fondata nel 2016.
Nel 2017 partecipano al loro primo campionato NASL, vincendolo, per poi sciogliersi alla fine della stagione.

## Storia
Il 14 ottobre 2015, i Deltas vengono ammessi nella NASL con lo scopo di aumentare il livello di professionismo nella città di San Francisco.
Il presidente della società è Brian Andrés Helmick.
La società viene finanziata da un gruppo di investitori brasiliani che fanno riferimento ad una società di venture capital la cui sede è nella Silicon Valley.
La squadra è stata inizialmente costruita con una forte impronta canadese, partendo dall'allenatore Marc Dos Santos e dal capitano Nana Attakora, tanti da essere considerati come il "Team Canadese ufficioso".
L'8 aprile 2017 vincono la loro prima partita ufficiale in campionato battendo il North Carolina 3-1.
Il 17 maggio riportano la prima vittoria in US Open Cup battendo il Burlingame Dragons per 2-1.
Il 13 novembre 2017 vincono la finale del campionato NASL II battendo in finale i New York Cosmos per 2-0.
Il 24 novembre 2017, a causa degli scarsi risultati economici, la franchigia ha annunciato la sospensione delle attività professionistiche.

## Colori e simboli
Il 30 gennaio 2016 sono stati svelati il nome ed il logo della squadra. Brian Helmick, CEO della società, ha sottolineato che:
(Brian Helmick)
La prerogativa essenziale per la scelta del nome della società è stato di differenziarsi dal resto, senza prendere animali come nomi per la squadra o copiare le squadre europee il cui livello di fama internazionale è già alto.

## Strutture

### Stadio
Nel 2016 fu annunciato che il SF Deltas avrebbe giocato le proprie partite casalinghe nel Kezar Stadium.

## Allenatori e presidenti
- 2017  Marc Dos Santos

- 2017  Brian Helmick

## Palmarès

### Competizioni nazionali
- Campionato NASL II: 1

2017

## Organico

### Rosa 2017
| N. |                        | Ruolo | Calciatore        |
| -- | ---------------------- | ----- | ----------------- |
| 1  | Francia (bandiera)     | P     | Romuald Peiser    |
| 2  | Stati Uniti (bandiera) | D     | Bryan Burke       |
| 3  | Canada (bandiera)      | D     | Nana Attakora     |
| 4  | Stati Uniti (bandiera) | C     | Tyler Gibson      |
| 5  | Paesi Bassi (bandiera) | D     | Kenny Teijsse     |
| 6  | Stati Uniti (bandiera) | D     | Patrick Hopkins   |
| 7  | Brasile (bandiera)     | C     | Jackson           |
| 8  | Spagna (bandiera)      | C     | Cristian Portilla |
| 9  | Stati Uniti (bandiera) | A     | Tom Heinemann     |
| 10 | Canada (bandiera)      | C     | Kyle Bekker       |
| 11 | Brasile (bandiera)     | A     | Pablo Dyego       |

| N. |                        | Ruolo | Calciatore       |
| -- | ---------------------- | ----- | ---------------- |
| 12 | Haiti (bandiera)       | P     | Steward Ceus     |
| 14 | Stati Uniti (bandiera) | C     | Salih Muhammad   |
| 15 | Canada (bandiera)      | C     | Maxim Tissot     |
| 17 | Stati Uniti (bandiera) | A     | Devon Sandoval   |
| 20 | Canada (bandiera)      | D     | Karl Ouimette    |
| 21 | Brasile (bandiera)     | A     | Dagoberto        |
| 23 | Stati Uniti (bandiera) | C     | Greg Jordan      |
| 24 | Stati Uniti (bandiera) | P     | Alex Mangels     |
| 27 | Stati Uniti (bandiera) | C     | Andrew Lubahn    |
| 30 | Stati Uniti (bandiera) | C     | Michael Stephens |
| 35 | Brasile (bandiera)     | D     | Reiner Ferreira  |